# Świerk (Otwock)
Świerk – część miasta Otwocka, dawna wieś powstała w XVIII wieku. Leży we wschodniej części Otwocka, blisko Jabłonny, ok. 1 km na południowy wschód od reaktora jądrowego EWA. Ciągnie się wzdłuż ul. Narutowicza.

## Historia
Wieś Świrk powstała w XVIII wieku. W 1827 roku wieś liczyła 10 domów i 67 mieszkańców, a w 1890 wieś i folwark liczyła 172 mieszkańców. W XIX wieku wieś położona była w guberni warszawskiej, w powiecie nowomińskim, w gminie Glinianka, na terenie parafii Karczew. Świerk został włączony do Otwocka w 1958 roku.
Zabudowa wsi została znacząco zniszczona w 1944 roku w czasie działań wojennych.
W 1954 rozpoczęła się tu budowa Instytutu Badań Jądrowych. Od tego czasu Świerk był siedzibą Instytutu Badań Jądrowych im. Andrzeja Sołtana. Instytut ten podzielono 13 grudnia 1982 na trzy niezależne instytuty. Dwa z nich, mające siedzibę w Świerku, połączono 1 września 2011 pod nazwą Narodowe Centrum Badań Jądrowych. Jest to główny ośrodek polskiej fizyki jądrowej.
Na terenie Instytutu, 14 czerwca 1958, uruchomiono pierwszy w Polsce reaktor jądrowy EWA, początkowo o mocy 2 MW, zwiększonej z czasem do 8 MW. Reaktor został przekazany Polsce przez ZSRR. W 1963 oddano reaktor tzw. mocy zerowej „Anna”, a w 1973 podobny o nazwie „Agata” – obydwa konstrukcji pracowników Instytutu. 21 lipca 1975 roku oddano do eksploatacji działający do dziś reaktor „Maria”, pierwotnie o mocy 10 MW, a od 1992 roku – 30 MW. W latach 1997–2002 reaktor EWA zdemontowano i zwrócono do Rosji.
W 1970 w Zakładzie Fizyki i Techniki Plazmy wykonano dla Huty Stalowa Wola pierwszy w kraju piec plazmowy do wytopu stali i innych metali.

## Historia administracyjna
W latach 1867–1916 Świerk był wsią w gminie Glinianka w powiecie (nowo)mińskim. 16 marca 1916, w związku z reorganizacją administracyjną terenów Królestwa Polskiego pod okupacją niemiecką podczas I wojny światowej, Świerk odłączono od gminy Glinianka w powiecie mińskim i włączono go do powiatu warszawskiego, gdzie został przyłączony do gminy Wiązowna (gminę Wiązowna włączono w całości tego samego dnia do powiatu warszawskiego z powiatu mińskiego).
Po odzyskaniu przez Polskę niepodległości Świerk zachował przynależność do gminy Wiązowna i powiatu warszawskiego w woj. warszawskim. W 1921 roku Świerk liczył 230 stałych mieszkańców.
20 października 1933 utworzono gromadę Świerk w granicach gminy Wiązowna, składającą się z samej wsi Świerk.
Podczas II wojny światowej w Generalnym Gubernatorstwie, w dystrykcie warszawskim. W 1943 gromada Świerk liczyła 325 mieszkańców.
1 lipca 1952, w związku z likwidacją powiatu warszawskiego, gminę Wiązowna (ze Świerkiem) włączono do nowo utworzonego powiatu miejsko-uzdrowiskowego Otwock, gdzie gmina ta została przekształcona w jedną z jego ośmiu jednostek składowych – dzielnicę Wiązowna.
Dzielnica Wiązowna przetrwała do końca 1957 roku, czyli do chwili zniesienia powiatu miejsko-uzdrowiskowego Otwock i przekształcenia go w powiat otwocki. 1 stycznia 1958 ze zniesionej dzielnicy Wiązowna (którą równocześnie przekształcono w gromadę Wiązowna) wyłączono Świerk i włączono go do miasta Otwocka, przez co Świerk stał się integralną częścią miasta.